# Georg Philipp Telemann
Georg Philipp Telemann (Magdeburgo, 14 de março de 1681 — Hamburgo, 25 de junho de 1767) foi um compositor e músico alemão. Já aos dez anos, Telemann sabia tocar vários instrumentos como violino, flauta doce, oboé, viola da gamba, chalumeau e cravo e escrevia diversas obras. Aos 21 anos, tornou-se diretor musical da ópera de Leipzig e aos 23 tornou-se organista na capela da universidade, Neuenkirche.
Telemann publicou a maior parte de sua música, em especial um grupo de 72 cantatas e os três grupos de Musique de table, que são suas obras mais famosas, cada qual incluindo um concerto, uma suíte e várias peças de câmara. Durante sua vida, dedicou-se para que a música fosse difundida e também publicou diversas obras de caráter didático, tendo como temas a ornamentação, o baixo cifrado, entre outros.
Teleman foi o compositor mais famoso da Alemanha, pois compôs em todas as formas e estilos existentes em sua época. Em qualquer estilo, sua música tem um caráter inconfundível, sendo clara e fluindo levemente. Apesar de ser apenas quatro anos mais velho do que seus contemporâneos Bach e Haendel, utilizou um estilo muito mais avançado e pode ser considerado um precursor do estilo musical clássico. Entre os diversos gêneros musicais que compôs, destacam-se a sua Música vocal sacra, sendo notável o extraordinário número de cantatas (aproximadamente 1700), a Música vocal secular, dentre as quais figuram nove óperas, a Música orquestral, a Música de câmara e a Música para teclado.

## Biografia
Filho e neto de pastores luteranos, não tinha ainda quatro anos de idade quando perdeu seu pai. Ainda jovem apresentou grande facilidade em diversos temas, inclusive a música. Por mais que tentasse, sua família não conseguia mantê-lo distante dessa arte, bastava mandá-lo para uma escola que ali ele encontrava oportunidade de estar perto da música. Tomou algumas lições de cravo, mas demonstrou grande impaciência devido ao “estilo arcaico de seu professor”. Telemann, em sua impetulância juvenil, não tinha nenhum respeito com o passado. Assim, supõe-se que não tenha aprendido nada com mestres e sim por si próprio e através de livros. Foi um dos compositores mais prolíficos de todos os tempos, escreveu muito, tanto música sacra quanto música secular, incluindo óperas. Dentre seu catálogo se encontram 1 700 cantatas eclesiásticas, 27 Paixões, 6 oratórios, 17 missas, 9 óperas, canções, música instrumental, e muito mais. Como se não bastasse, escrevia ao estilo italiano, ao estilo francês (novo estilo), e ao estilo germânico, mais austero (velho estilo), do qual saíram compositores como Bach, Mozart, Beethoven e Brahms. Apesar de ser quatro anos mais velho que Bach e Haendel, foi um tanto mais ousado que estes, o que lhe gerou grande fama em toda a Europa de seu tempo, sendo assim mais famoso que seus contemporâneos na sua época.
Em 1701, por imposição de sua mãe, segue para Leipzig com a finalidade de estudar direito e abandonar a música. A música lhe perseguia e já no caminho para Leipzig conhece o jovem Haendel. Era impossível esconder seu talento, assim, novamente, encontrou em Leipzig oportunidades mais interessantes na música, abandonando definitivamente a carreira universitária, fundando ali o Collegium Musicum, formado por quarenta estudantes. Instituição, conhecida pelo nome de Colegium Telemanniano, que passou a ser dirigida, a partir de 1729, por Johann Sebastian Bach.
Em 1704 foi nomeado organista e mestre de capela da Neue Kirche. Em 1705 entrou para o serviço da corte do conde Erdmann Von Promnitz, que residia em Sorau onde escreveu cerca de duzentas aberturas francesas para a capela musical da corte. De Sorau mudou-se, acompanhando a corte, para Pless, Alta Silésia e Cracóvia, onde conheceu a música popular polonesa. No ano de 1706 regressa à Alemanha, mudando-se para a cidade de Eisenach, o centro da música alemã, sendo nomeado diretor de concertos e mestre-de-capela. Ali Telemann escreveu um grande número de cantatas profanas e obras instrumentais, em especial sonatas a trio, iniciando também a composição de cantatas religiosas.
Em 1712, trocou o serviço da corte por outras funções artísticas em Frankfurt. Foi contratado para dirigir a música em duas igrejas: a de Barfüsser e a de Santa Catarina. Como secretário da Sociedade Frauenstein, reorganizou o Collegium Musicum de acordo com suas ideias e, no ano seguinte, apresentou numerosas peças instrumentais. Apesar da magnífica posição que tinha em Frankfurt, mudou-se para Hamburgo em 1715. Em 1722 começou a dirigir a Ópera de Hamburgo, que estava em crise, e conseguiu animar a vida musical desta cidade, permitindo o acesso de todos os cidadãos (e não apenas os nobres) aos concertos, mediante o pagamento de uma entrada. Em 1737 deslocou-se a Paris, onde morou por oito meses, porque “é em Paris que os artistas encontram a consagração, não somente os franceses, mas também os estrangeiros encontram ali a glória ou a fulminação. Um músico só seria músico se tivesse sua apoteose em Paris. Nem Mozart escapa desse estigma”(Didier, pág. 339). Telemann encontra ali sua consagração internacional. A partir de 1740, sua atividade como compositor diminuiu. Morre em Hamburgo, no dia 25 de junho de 1767, aos 86 anos de idade.

## Trabalhos e reputação

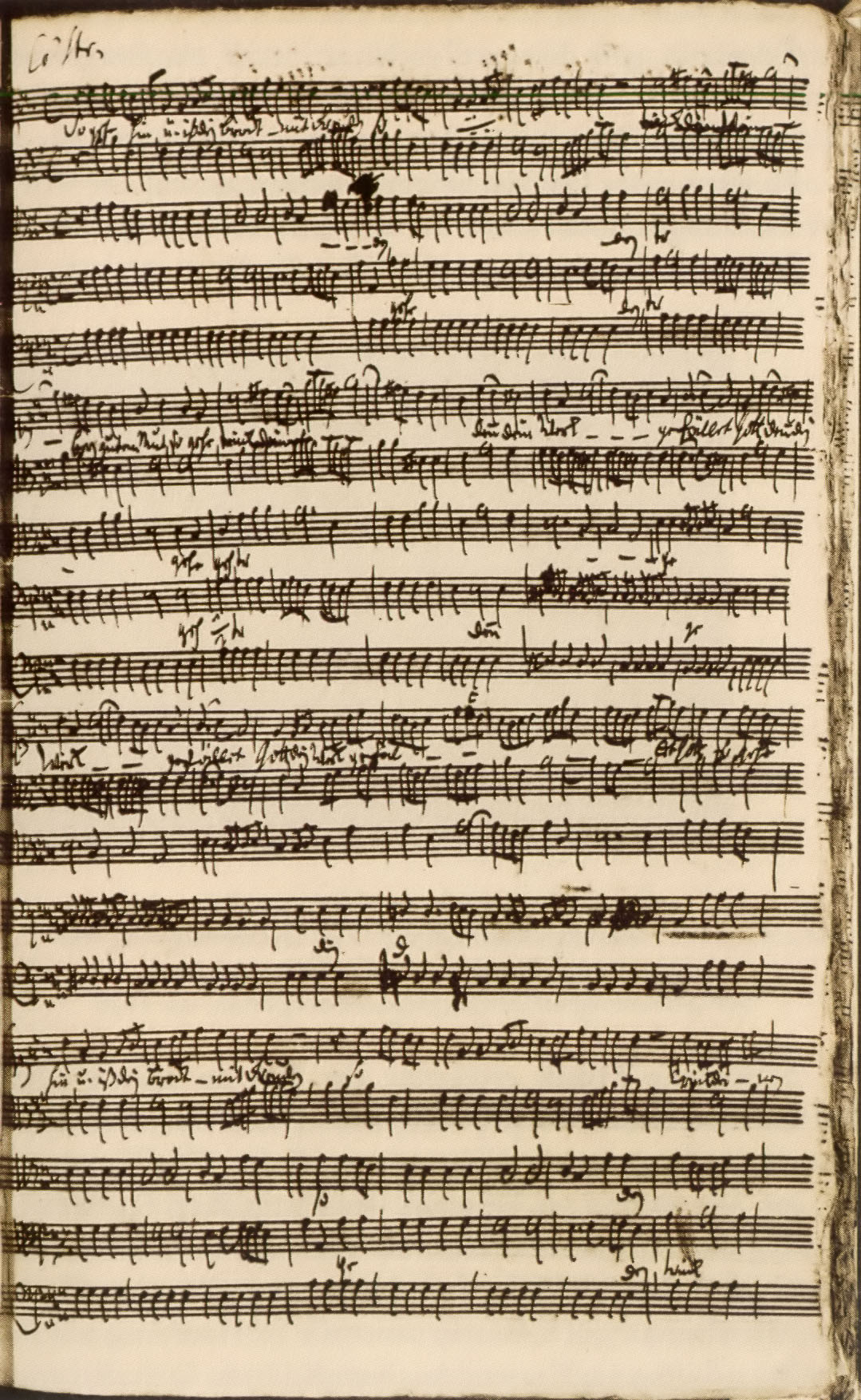
Página manuscrita do oratório Kapitänsmusik (1730), com o trecho So gehe hin und iß dein Brot mit Freuden.

O Livro Guinness de Recordes Mundiais lista Telemann como o compositor mais prolífico de todos os tempos com mais de 800 trabalhos creditados. Estudos mais recentes, por exemplo os catálogos temáticos com seus trabalhos publicados nos 1980s e 1990s, têm demonstrado que Telemann realmente escreveu mais de 3 000 composições, muitas das quais estão agora perdidas. Algumas das suas obras, que se imaginavam perdidas, foram recentemente descobertas pelo musicologista Jason Grant. Muitos dos manuscritos foram destruídos durante a Segunda Guerra Mundial. (Outro compositor, Simon Sechter, poderia ser considerado mais prolífico, já que se estima que ele escreveu mais de 8 000 peças, mas 5 000 delas são pequenas fugas.)
Entre suas obras mais memoráveis estão Musique de Table e Bourlesque de Quixotte.

## Media
| La Trompette, da Suíte concertante em ré maior                                                                 |
| |
| The Advent Chamber orchestra, Matthew Ganong, cravo, Jacques Israelievitch, violino; Stephen Balderston, cello |

| Sonata Metódica n.º 1 em sol menor para flauta e cravo |
|                                                        |
| Felix Skowronek, flauta, e Martha Goldstein, cravo     |

| Sonata 4, de Seis sonatas canônicas (Vivace ma moderato / Piacevole non largo / Presto) |
|                                                                                         |
| Versão midi de Ricardo Frantz                                                           |

| Allegro, do Concerto para Viola em sol maior       |
|                                                    |
| Advent Chamber Orchestra e Elias Goldstein (viola) |